# Лес
Лес је седиментна, лако порозна, лапоровита или глиновита стена. Јавља се у слојевима значајне дебљине, од неколико до 100-200 метара. Карактеристична је за степске пределе Европе. Лес је настао навејавањем за време плеистоцена. Простире се највише у Србији, Мађарској, Украјини и Русији, као и у Кини. Осим за време плеистоцена, настајао је и касније, од вулканске активности (Еквадор) у пустињама, од гипса (Шпанија) и др.
Ова стена је врло порозна, жућкасте је боје и састоји се углавном од кварца и фелдспата. Развила се у пределима умереноконтиненталне климе, са влажним пролећима, сувим летима и оштријим зимама. Лес је погодан за развој веома плодног земљишта попут чернозема.
Име „лес“ потиче од немачке речи „löss“, што би у преводу значило — „лабав“.